# Catena Rocciamelone-Charbonnel
La Catena Rocciamelone-Charbonnel è un massiccio montuoso delle Alpi Graie, tra Italia (Piemonte) e Francia (Savoia), prendendo il nome dal Rocciamelone e dalla Punta di Charbonnel, le due montagne più significative.

## Caratteristiche
Costituisce la parte delle Alpi Graie collocata più a sud-est. A sud vi sono le Alpi Cozie e ad est la pianura padana.

## Delimitazioni
Ruotando in senso orario i limiti geografici sono: Colle del Moncenisio, fiume Arc, Valle d'Averole, Colle dell'Autaret, Valle di Viù, Val Grande di Lanzo, pianura piemontese, Val di Susa, Val Cenischia, Colle del Moncenisio.

## Classificazione
La SOIUSA definisce la Catena Rocciamelone-Charbonnel come un supergruppo alpino e vi attribuisce la seguente classificazione:
- Grande parte = Alpi Occidentali
- Grande settore = Alpi Nord-occidentali
- Sezione = Alpi Graie
- Sottosezione = Alpi di Lanzo e dell'Alta Moriana
- Supergruppo = Catena Rocciamelone-Charbonnel
- Codice = I/B-7.I-A

## Suddivisione
La SOIUSA suddivide inoltre la catena in tre gruppi e quattro sottogruppi:
- Gruppo Roncia-Lamet (1)
  - Nodo della Punta Roncia (1.a)
  - Nodo della Punta Lamet (1.b)
- Gruppo del Rocciamelone (2)
  - Nodo del Rocciamelone (2.a)
  - Cresta Lunella-Arpone (2.b)
- Gruppo del Charbonnel (3)

Il Gruppo Roncia-Lamet ne raccoglie la parte occidentale e collocata subito a nord del Lago del Moncenisio; il Gruppo del Rocciamelone ne raccoglie la vasta parte orientale verso la pianura piemontese ed infine il Gruppo del Charbonel ne raccoglie la parte nord. Tra il Gruppo Roncia-Lamet ed il Gruppo del Rocciamelone si inserisce il Col des Trois Dents mentre tra il Gruppo del Rocciamelone ed il Gruppo del Charbonel si trova la Selle du Ribon.

## Montagne
Le montagne principali del gruppo sono:
- Punta di Charbonnel - 3.760 m,
- Punta Roncia - 3.612 m,
- Rocciamelone - 3.538 m,
- Pointe du Ribon - 3.529 m,
- Punta Lamet - 3.504 m,
- Pointes de la Grande Felouse - 3.473 m,
- Pointe du Vieux - 3.464 m,
- Pointe du Grand Fond - 3.419 m,
- Punta Marmottere - 3.384 m,
- Signal du Grand Mont Cenis - 3.377 m,
- Sommet de la Nunda - 3.050 m,
- Pointe de Tierce - 2.973 m,
- Monte Palon - 2.965 m,
- Punta Lunella - 2.772 m,
- Monte Civrari - 2.302 m,
- Punta della Croce - 2.234 m,
- Monte Colombano - 1.658 m,
- Monte Arpone - 1.602 m,
- Monte Curt - 1.323 m,
- Monte Musinè - 1.150 m.